# Valoare de piață
Valoarea de piață este suma estimată pentru care un activ ar putea fi schimbat la data evaluării, între un cumpărător hotărât să achiziționeze și un vânzător hotărât să vândă, într-o tranzacție liberă (nepărtinitoare), după o comercializare în cunoștință de cauză, în mod prudent si fără vreo constrângere.
Aceasta este estimată prin intermediul unor metode și proceduri care se referă la natura societății și la condițiile probabile de negociere pe piață.